# Unterwasserlautsprecher
Unterwasserlautsprecher gibt es in verschiedenen Ausführungen. Allen gemein ist eine besondere Konstruktionsweise zum Schutz vor Feuchtigkeit.

## Spritzwassergeschützte Außenlautsprecher
Lautsprecher, die für den Einsatz im Außenbereich bestimmt sind und für den Kontakt mit Regen- und Spritzwasser zugelassen sind.
Membran und Sicke sind vor Kontakt mit Wasser und Feuchtigkeit geschützt. Bei hochwertigen Außenlautsprechern werden Materialien verwendet, die gegen Wasser unempfindlich sind (z. B. Kevlar). Das eingedrungene Wasser kann durch diese Werkstoffe auch wieder aus dem Lautsprecher austreten.
Die eigentliche Schutzart oder Schutzgrad von Lautsprechern wird durch das international gültige IP-Kurzzeichen (International Protection) angegeben.
Die Gehäuse der Outdoor Lautsprecher bestehen in der Regel aus Aluminium oder ABS-Kunststoff. Üblicherweise ist bei Kunststoffgehäusen die UV-Empfindlichkeit deutlich vermindert.

## Salzwassergeschützte Lautsprecher
Lautsprecher, die zusätzlich für den Kontakt mit See- bzw. Salzwasser zugelassen sind.
Gehäuse, Befestigungsbügel und andere Bauteile des Lautsprechers sind aus korrosionsfesten Materialien hergestellt. Auch bei diesen Lautsprechern ist die UV-Empfindlichkeit der verarbeiteten Gehäuseteile deutlich vermindert.

## Unterwasserlautsprecher
Abgesehen von Konstruktionen, die auf spritzwassergeschützte Lautsprechern beruhen und nur für den Einsatz im Freien geeignet sind, werden Unterwasserlautsprecher unter der Wasseroberfläche betrieben.
Die Schwingspule des Lautsprechers befindet sich in einem voll vergossenen Kunststoff- oder Metallgehäuse. Die Membran ist integraler Bestandteil des Lautsprechergehäuses. Wasserdichte Lautsprecher haben einen elektroakustischen Wandler, der das elektrische Signal vom Audiosystem zu Schallwellen durch die piezoelektrischen Elemente im Verhältnis zu dem ihm zugeführten Signals erzeugt. Ein Lautsprecher umfasst im Wesentlichen mindestens einen Transformator, der mit einem piezoelektrischen Keramikelement verbunden ist. Das piezoelektrische Element ist in Kontakt mit der Membran und diese ist in direktem Kontakt mit dem Übertragungsmedium.
Klassische Anwendungen sind z. B. Schwimmbäder, in denen die Unterwasserlautsprecher direkt im Becken eingebaut sind. Badegästen wird hierdurch der Musikgenuss auch unter Wasser ermöglicht.
Anwendungen:
- Unterwasserbeschallung (z. B. in Tauchschulen, Schwimmbäder, Synchronschwimmen, Therapeutische Anwendungen)
- Einsatz in Reinräumen
- Sonar
- Ultraschallreinigung (meist ferroelektrische Schallwandler)

Besondere Eigenschaften:
- In einem Schwimmbecken eingebaute Unterwasserlautsprecher sind oberhalb der Wasseroberfläche nicht zu hören.
- auf Grund der identischen akustischen Impedanz der Membran und des Schallmediums liegt der Wirkungsgrad von Unterwasserlautsprechern meist zwischen 50 % und 90 % (Luft: typ. < 1 %)
- der notwendige Membranhub ist auf Grund der hohen Dichte wesentlich kleiner
- die Wellenlänge in Wasser ist wesentlich größer (da die Schallausbreitungsgeschwindigkeit 4,3-mal  größer als in gleich warmer Luft ist) und die Dämpfung ist geringer, damit haben Lautsprecher unter Wasser einen wesentlich ausgedehnteren Arbeitsbereich und weniger Resonanzen.